# Clémentine Deliss
Clémentine Deliss (née Clémen Mary Deliz en 1960) est une anthropologue, curatrice, chercheuse et éditrice française née à Londres. Elle crée la revue Metronome et une société d'édition.Metronome Press. Elle déploie une approche critique et expérimentale de la curation dans l'art moderne.

## Biographie

### Jeunesse et éducation
Clémen Mary Deliz naît en 1960 à Londres de parents franco-autrichiens. Elle étudie l'art à Vienne, et elle est titulaire d'une licence en anthropologie sociale et d'un doctorat en philosophie de la School of Oriental and African Studies (SOAS) de l'université de Londres. Le sujet de sa thèse porte sur l'érotisme et l'exotisme dans l'anthropologie française des années 1820.

### Carrière
Clémentine Deliss est consultante pour l'Union européenne à Dakar et pour diverses organisations culturelles. Elle mène des projets de recherche spécifiques avec le soutien des académies d'art de Vienne, Édimbourg, Glasgow, Bordeaux, Bergen, Copenhague, Malmö, Stockholm et Londres.
En tant que commissaire d'exposition indépendante, Clémentine Deliss organise des expositions en Europe, notamment Lotte or the Transformation of the Object et Exotic Europeans. De 1992 à 1995, elle est directrice artistique d'Africa '95, un festival dirigé par des artistes et coordonné avec la Royal Academy of Arts de Londres. Pour ce festival, elle organise l'exposition Seven Stories about Modern Art in Africa.
En 1996, elle crée Metronome (artists' and writers' organ) (en), un magazine qui couvre à chaque édition un lieu différent, notamment  à Dakar, Berlin, Bâle, Francfort, Vienne, Oslo, Copenhague, Londres et Paris. En 2005, à la suite des recherches de Metronome n°9 à Paris, elle créé une société d'édition à but non lucratif avec le cofondateur Thomas Beautoux, sous le nom de Metronome Press. Celle-ci publie des fictions écrites par des artistes.
En 2002, elle crée le projet de recherche international « Future Academy » à l'Edinburgh College of Art et à l'université d'Edimbourg . En 2010, elle est nommée directrice du Museum der Weltkulturen (Musée des cultures du monde) à Francfort-sur-le-Main, en Allemagne. Elle initie alors le projet Weltkulturen Labor, proposant des résidences aux artistes invités, chercheurs et curateur dans un double objectif de création et de médiation. En juin 2015, elle est licenciée sans préavis de son poste de directrice du musée, pour des raisons qui sont restées confidentielles,.
Le KW Institute for Contemporary Art de Berlin annonce la nomination de Deliss comme commissaire associée en mars 2020.
En 2021, elle participe aux échanges et débats lors de l'ouverture du musée White Cube avec le Cercle d'art des travailleurs de plantation congolaise à Lusanga.

## Travail
Dans Curating Zero Degree, une approche critique et expérimentale de la curation dans l'art moderne, les intérêts théoriques de Clémentine Deliss sont décrits comme la recherche sur les mécanismes de rapprochement entre les artistes travaillant dans différentes parties du monde, les questions postcoloniales qui y sont liées, le statut du verbal dans la pratique artistique d'aujourd'hui et les projets curatoriaux qui vont au-delà de l'exposition.
Clémentine Deliss participe à la Future Academy, un projet de recherche international qui étudie l'avenir mondial de l'académie d'art avec des étudiants, et est soutenu par l'Edinburgh College of Art, le Chelsea College of Art & Design, la Srishti School of Art Design and Technology, Bangalore et des organisations post-institutionnelles associées au Sénégal. L’un des premiers résultats de recherche de cette académie est le premier Future Academy's voiceforum, un journal oral doté d’un système de rétroaction basé sur la parole.
Elle participe au Randolph Cliff, un programme d'artiste en résidence soutenu par l'Edinburgh College of Art et les National Galleries of Scotland .

### Expositions
- 1990-1991 : Lotte or the Transformation of the Object, Stadtmuseum, Graz (1990), Akademie der Bildenden Künste, Vienne (1991)[2].
- 1990–1991 : Exotic Europeans, South Bank Centre in London e tour[15].
- 1995 : Seven Stories About Modern Art in Africa curatrice en compagnie de co-curators africains, dans le cadre du Festival Africa95 Whitechapel Gallery, London[16],[17],[18]. Malmö, Svezia (1996) ; Guggenheim Museum, New York (1996)[19].
- 2015 : El Hadj Sy : Painting, Performance, Politics, commissaire d'exposition, Weltkulturen Museum, Francfort-sur-le-Main., Allemagne[20],[21],[22],[23].
- 2021 : Enigmatic Debris Metabolic Museum-University (MM-U) at KW, Berlin[24].

## Publications

### Ouvrages
- (en) Seven stories about modern art in africa (ouvrage réalisé à l'occasion de l'exposition), Whitechapel, 1995, 319 p. (ISBN 978-0-85488-109-3)[25],[26].
- (en) Søren Andreasen, Lars Bang Larsen, Julie Ault, Carlos Basualdo, Dave Beech, Mark Hutchinson, Irene Calderoni, Anshuman Das Gupta, Grant Watson, Clémentine Deliss et al., Curating Subjects, Open Editions, 2011 (lire en ligne).
- (en) avec Yvette Mutumba, El Hadji Sy : Painting, Performance, Politics, Diaphanes, 2015 (ISBN 978-3-03734-841-3, lire en ligne)[27],[28],[29],[30],[31].
- (en) The metabolic museum, H. Cantz Verlag, 2020 (ISBN 978-3-7757-4780-6)[32],[33],[34],[35].
- (en) Tanja Baar, Britto Arts Trust, Michael Buhrs, Alice Creischer, Clémentine Deliss, Maurin Dietrich, Thomas Eller et Studio Pandan, Art and Society 1972–2022–2072 : From the Art for the Olympic Games in Munich in 1972 to Artistic Design Concepts of the Twenty-First Century, Hatje Cantz Verlag, 13 décembre 2023 (ISBN 978-3-7757-5706-5, lire en ligne).
- (en) Skin in the Game: Conversations on Risk and Contention, Hatje Cantz Verlag, 13 décembre 2023 (ISBN 978-3-7757-5615-0, lire en ligne).

### Magazine
- Metronome (artists' and writers' organ) (en) rédactrice en chef et éditrice (1996-2009)[4],[36].
- Dilijan Art Observatory, Dilijan, Armenie, éditrice (2016)[37].

### Vidéo
- 2022 : Clémentine Deliss, The Metabolic Museum (Hatje Cantz, 2020), épisode de podcast, New Books in Critical Theory, 70 mn[38].